# Padasan (Pujer)
Padasan is een bestuurslaag in het regentschap Bondowoso van de provincie Oost-Java, Indonesië. Padasan telt 1657 inwoners (volkstelling 2010).